# Liste des conseillers généraux des Pyrénées-Orientales
Le conseil général des Pyrénées-Orientales comptait 31 conseillers généraux représentant les 31 cantons du département. Il siégeait à Perpignan. Il a été remplacé par le conseil départemental en 2015, où siègent 34 élus.

## Composition du conseil général
| Parti                                | Sigle | Sigle | Élus |
| ------------------------------------ | ----- | ----- | ---- |
| Majorité (21 sièges)                 |       |       |      |
| Parti socialiste                     |       | PS    | 17   |
| Parti communiste français            |       | PCF   | 3    |
| Mouvement démocrate                  |       | MoDem | 1    |
| Opposition (10 sièges)               |       |       |      |
| Union pour un mouvement populaire    |       | UMP   | 4    |
| Divers droite                        |       | DVD   | 4    |
| Union des démocrates et indépendants |       | UDI   | 2    |
| Présidente du conseil général        |       |       |      |
| Hermeline Malherbe (PS)              |       |       |      |

## Liste des 31 conseillers généraux

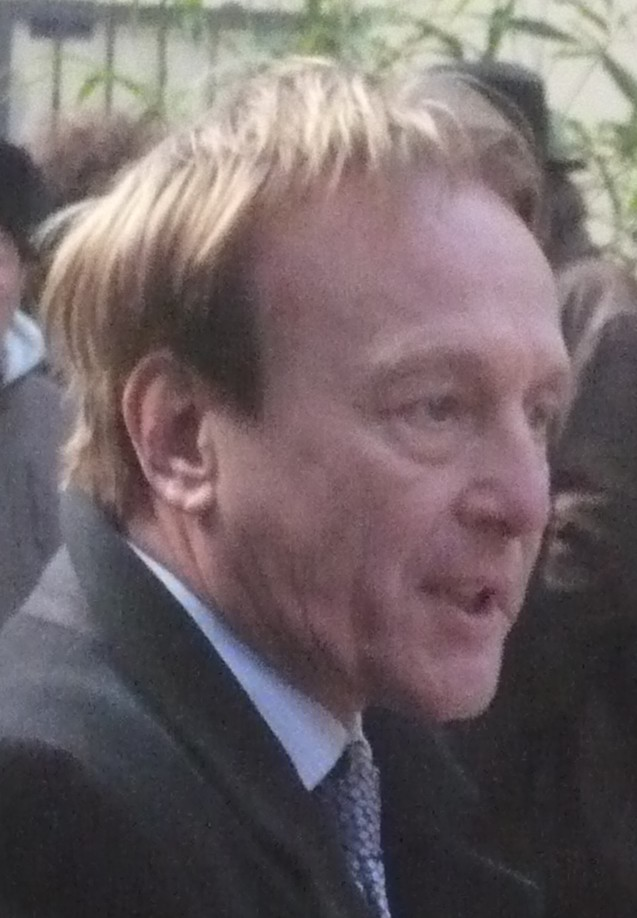
Robert Garrabé (canton de Céret)

| Canton                       | Circ. | Conseiller général     | Parti | Parti | Autres mandats                                                                | Série |
| ---------------------------- | ----- | ---------------------- | ----- | ----- | ----------------------------------------------------------------------------- | ----- |
| Arrondissement de Céret      |       |                        |       |       |                                                                               |       |
| Argelès-sur-Mer              | 4     | Martine Rolland        |       | PS    | -                                                                             | 2011  |
| Arles-sur-Tech               | 4     | Alexandre Reynal       |       | PS    | Maire d'Amélie-les-Bains-Palalda                                              | 2008  |
| Céret                        | 4     | Robert Garrabé         |       | PS    | Maire de Saint-Jean-Pla-de-Corts                                              | 2008  |
| Côte Vermeille               | 4     | Michel Moly            |       | PS    |                                                                               | 2008  |
| Prats-de-Mollo-la-Preste     | 4     | Bernard Rémédi         |       | DVD   | Maire de Prats-de-Mollo-la-Preste                                             | 2011  |
| Arrondissement de Prades     |       |                        |       |       |                                                                               |       |
| Mont-Louis                   | 3     | Pierre Bataille        |       | DVD   | Maire de Fontrabiouse                                                         | 2011  |
| Olette                       | 3     | Jean-Louis Alvarez     |       | PCF   | -                                                                             | 2008  |
| Prades                       | 3     | Guy Cassoly            |       | PCF   | Maire de Los Masos                                                            | 2011  |
| Saillagouse                  | 3     | Georges Armengol       |       | DVD   | Maire de Saillagouse                                                          | 2008  |
| Sournia                      | 3     | Alain Boyer            |       | PS    | Maire de Campoussy                                                            | 2011  |
| Vinça                        | 3     | Marie-Thérèse Casenove |       | PS    | -                                                                             | 2008  |
| Arrondissement de Perpignan  |       |                        |       |       |                                                                               |       |
| Canet-en-Roussillon          | 2     | Jean-Claude Torrens    |       | UMP   | Maire de Saint-Nazaire                                                        | 2011  |
| Côte Radieuse                | 2     | Mauricette Fabre       |       | UDI   | -                                                                             | 2008  |
| Elne                         | 4     | Marcel Mateu           |       | PS    |                                                                               | 2008  |
| Latour-de-France             | 2     | Guy Ilary              |       | DVD   | Maire de Tautavel                                                             | 2008  |
| Millas                       | 3     | Françoise Bigotte      |       | PS    | Conseillère régionale de Languedoc-Roussillon Conseillère municipale du Soler | 2011  |
| Perpignan-1                  | 2     | Richard Puly-Belli     |       | UMP   | Adjoint au maire de Perpignan                                                 | 2011  |
| Perpignan-2                  | 3     | Jean-Louis Chambon     |       | PS    | Maire de Canohès                                                              | 2011  |
| Perpignan-3                  | 1     | Jean Vila              |       | PCF   | Maire de Cabestany                                                            | 2011  |
| Perpignan-4                  | 1     | Jean Rigual            |       | UMP   |                                                                               | 2008  |
| Perpignan-5                  | 1     | Ségolène Neuville      |       | PS    | Députée de la 3e circ.                                                        | 2008  |
| Perpignan-6                  | 3     | Véronique Vial-Auriol  |       | UDI   | Conseillère municipale de Perpignan                                           | 2008  |
| Perpignan-7                  | 1     | Jean Sol               |       | UMP   | Conseiller municipal de Bompas                                                | 2011  |
| Perpignan-8                  | 3     | Hermeline Malherbe     |       | PS    | -                                                                             | 2008  |
| Perpignan-9                  | 1     | Toussainte Calabrèse   |       | PS    | -                                                                             | 2011  |
| Rivesaltes                   | 2     | Jean-Jacques Lopez     |       | PS    | Maire de Salses-le-Château                                                    | 2011  |
| Saint-Estève                 | 3     | Élie Puigmal           |       | PS    |                                                                               | 2008  |
| Saint-Laurent-de-la-Salanque | 2     | Joseph Puig            |       | MoDem | Maire de Claira                                                               | 2011  |
| Saint-Paul-de-Fenouillet     | 2     | Pierre Estève          |       | PS    | -                                                                             | 2011  |
| Thuir                        | 4     | René Olive             |       | PS    | Maire de Thuir                                                                | 2011  |
| Toulouges                    | 1     | Louis Caseilles        |       | PS    | Maire de Saint-Laurent-de-Cerdans                                             | 2008  |